# أملج أليف الرمال
أملج أليف الرمال (الاسم العلمي:Phyllanthus arenicola) هو نوع من النباتات يتبع جنس الأملج من الفصيلة الأملجية.